# Athelicium
Athelicium is een geslacht van schimmels behorend tot de familie Atheliaceae. De typesoort is Amphinema sordescens, maar later is deze hernoemd naar Athelicium stridii.

## Soorten
Volgens Index Fungorum bevat het geslacht twee soorten (peildatum december 2021):
| Soortnaam               | Auteur(s)               | Publicatiejaar |
| ----------------------- | ----------------------- | -------------- |
| Athelicium hallenbergii | Yurchenko & Kotir.      | 2007           |
| Athelicium stridii      | K.H. Larss. & Hjortstam | 1986           |